# New River Ancholme
New River Ancholme är en kanal i Storbritannien.   Den ligger i riksdelen England, i den sydöstra delen av landet, 240 km norr om huvudstaden London.